# Cooper, Texas
Cooper là một thành phố thuộc quận Delta, tiểu bang Texas, Hoa Kỳ. Năm 2010, dân số của xã này là 1969 người.

## Dân số
- Dân số năm 2000: 2150 người.
- Dân số năm 2010: 1969 người.